# ГЕС Брідж-Рівер 1-2
ГЕС Брідж-Рівер 1-2 — гідроелектростанція на південному заході Канади у провінції Британська Колумбія. Знаходячись між ГЕС Lajoie (22 МВт, вище по течії) та ГЕС Сетон (42 МВт), входить до складу гідровузла у сточищі Брідж-Рівер та Сетон – правих приток річки Фрейзер, яка впадає до протоки Джорджія у Ванкувері.
На одній із ділянок протікаючі у широтному напрямку на схід Брідж-Рівер та Сетон розділяє всього декілька кілометрів, при тому що перепад висот між їх долинами складає кілька сотень метрів. В 1927-му для його використання у гідроенергетичній схемі почали спорудження тунелю, завершеного за чотири роки під час Великої депресії. Викликане останньою падіння попиту на електроенергію призупинило проект, так що у підсумку до будівництва машинного залу приступили лише в 1946-му, а чотири турбіни першого етапу стали до ладу між 1948 та 1954 роками.

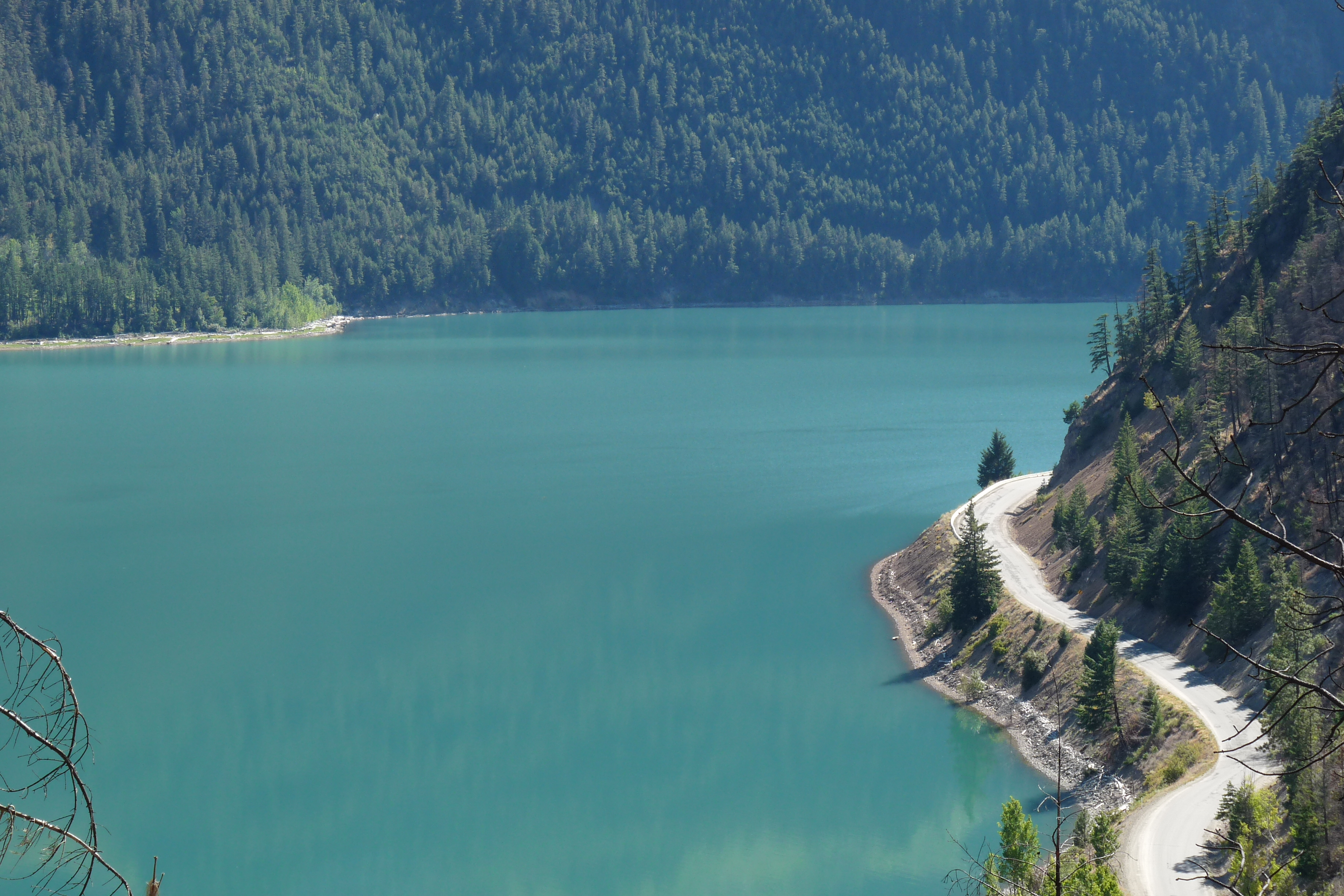
Водосховище Карпентер

Для накопичення та відведення ресурсу долину Брідж-Рівер перекрили греблею Mission, котра була нарощена в 1960-му у межах проекту Брідж-Рівер 2, а з 1965-го носить найменування Terzaghi. Ця земляна споруда висотою 60 метрів та довжиною 366 метрів утримує водосховище Карпентер з площею поверхні 46,2 км2 та корисним об’ємом 1013 млн м3, що досягається коливанням рівня між позначками 606,5 та 651 метра НРМ. Зі сховища на південь прямують два тунелі довжиною трохи менше за 4 км кожен, котрі далі продовжуються прокладеними по схилу напірними водоводами – чотирма довжиною по 0,6 км у випадку Брідж-Рівер 1 та двома довжиною біля 1,3 км для Брідж-Рівер 2.
Машинні зали двох етапів розташовані на відстані біля 1 км один від одного. Перший обладнали чотирма турбінами типу Пелтон загальною потужністю 180 МВт, тоді як другий так само має чотири турбіни того ж типу, але із загальним показником 248 МВт. Гідроагрегати використовують номінальний напір у 340 метрів (перепад висот між верхнім та нижнім б’єфом в залежності від рівня у сховищі Карпентер складає від 370 до 415 метрів) та повинні забезпечувати виробництво 2670 млн кВт-год електроенергії на рік.
Відпрацьована вода потрапляє до створеного на однойменній річці водосховища Сетон, котре працює на згадану вище ГЕС Сетон.